# King's Field III
King's Field III (キングスフィールドIII?, Kingusu Fīrudo III) è un videogioco di ruolo del 1996 sviluppato e distribuito da FromSoftware. Negli USA è stato distribuito con il titolo di King's Field II poiché il primo capitolo della saga non era stato esportato al di fuori dal Giappone, e il secondo era stato distribuito come se fosse stato il primo della serie. In Europa non è stato invece distribuito.

## Trama
Una tempesta si abbatte sul regno di Verdite, portando via la preziosa spada sacra della famiglia reale. Senza la spada sacra il male prospera e il regno rischia di cadere nella rovina. Il giocatore interpreta Lyle, il figlio del Re, che dovrà affrontare avventure, battaglie e nemici pericolosi per salvare il regno e suo padre, arrivando anche a padroneggiare la magia.